# روبرت في. غينتري
روبرت في. غينتري (بالإنجليزية: Robert V. Gentry)‏ هو فيزيائي أمريكي، ولد في 1933.